# Tripoli Sporting Club
El Tripoli Sporting Club (en árabe: نادي طرابلس الرياضي‎) es un club de fútbol libanés de la ciudad de Tripoli. Fue fundado en 2000 y juega en la Primera División de Líbano.
El club fue fundado en el año 2000 como Olympic Beirut, nombre con el cual lograron en 2003 conquistar la liga y la copa. En noviembre de 2005, el club se trasladó desde la capital Beirut a la ciudad de Tripoli, conociéndose desde entonces bajo el nombre de Trípoli SC.

## Palmarés

### Torneos nacionales
- Liga Premier del Líbano (1):

2003
- Copa del Líbano (2):

2003, 2015

## Participación en torneos AFC
- Copa de la AFC: 1 participación

2004: Cuartos de final
- Datos: Q1784300